# Marguerite Sechehaye
Marguerite Sechehaye geb. Burdet (geboren 27. September 1887 in Genf; gestorben 1. Juni 1964 in Genf) war eine Schweizer Psychoanalytikerin, die vor allem durch ihre Arbeit mit schizophrenen Patienten bekannt wurde.

## Leben
Marguerite Sechehaye stammte aus einer protestantischen Familie, die von den französischen Cevennen in die Schweiz eingewandert war. Nach der Matura an einer Höheren Mädchenschule studierte sie in Genf Linguistik bei Ferdinand de Saussure und Psychologie bei Édouard Claparède am erziehungswissenschaftlichen Institut in Genf (Jean-Jacques Rousseau-Institut), bei dem sie nach ihrem Studium wissenschaftliche Assistentin wurde. 1906 heiratete sie den Linguisten Albert Sechehaye.
Sie arbeitete zunächst als Psychologin und machte später eine Lehranalyse bei Raymond de Saussure. Als Psychoanalytikerin spezialisierte sie sich auf die Behandlung von Schizophrenen. Sie gehört zu den ersten Therapeuten, die sich psychoanalytisch mit den Psychosen auseinandersetzte und das schizophrene Erleben zu verstehen suchte.

„Der Schizophrene aber, auch wenn er sich in einem Zustande geistigen und physischen Verfalls befindet, der an Wahnsinn gemahnt, bleibt im Besitz einer Seele, einer Intelligenz und hat zuweilen sehr heftige Gefühle, die er jedoch nicht auszudrücken mag. Sogar in Zeiten totaler Gleichgültigkeit oder Erstarrung, in denen er nichts mehr spürt, bleibt dem Kranken noch eine unpersönliche Hellsicht, die ihn nicht nur befähigt, wahrzunehmen, was um ihn herum vorgeht, sondern auch, sich über seinen Gemütszustand klarzuwerden. (…) Und dann entdecken wir bei ihm  ein ganzes Leben, bestehend aus Kämpfen, unsäglichen Qualen, armseligen Freuden, ein Gefühlsleben, das dem Anschein nach nicht zu vermuten war und das für den Psychologen äusserst aufschlussreich ist.“

Bekannt wurde ihre Methode der „symbolischen Wunscherfüllung“: In Anlehnung an Melanie Klein bricht diese Methodik mit der generellen Tabuisierung der Wunscherfüllung in der psychoanalytischen Behandlung und bezieht bei bestimmten Störungen eine symbolische Befriedigung frühkindlicher Bedürfnisse aus der Mutter-Kind-Beziehung in die Behandlung ein. So reichte die Therapeutin der Patientin Renée Äpfel als präsentatives Symbol des Nährens mit guter Muttermilch. Dabei betonte Sechehaye stets, dass diese Arbeitsweise nur für eine bestimmte Phase der Therapie gilt, in der der Patient auf ein sehr frühes Erleben regrediert ist. Das 1947 zunächst in französischer Sprache erschienene Buch schildert die zehnjährige, erfolgreiche Behandlung Renées, einem jungen Mädchen mit der ärztlichen Diagnose einer Schizophrenie.
1950 erschien dann ein zweites Buch über dieselbe Patientin unter dem Titel Tagebuch einer Schizophrenen: Selbstbeobachtungen einer Schizophrenen während der psychotherapeutischen Behandlung, in dem die junge Frau selbst ihr Erleben während der Therapie beschreibt und Sechehaye dies im zweiten Teil der Buches kommentiert. Später adoptierte Sechehaye Renée, die ihr Pseudonym aufhob und unter ihre wirklichen Namen Louisa Düss selbst Psychoanalytikerin wurde. Von 1951 bis 1952 hielten beide eine Reihe von Vorlesungen an der psychiatrischen Universitätsklinik Klinik Burghölzli in Zürich. Sie erschienen 1954 unter dem Titel Introduction à une psychothérapie des schizophrènes.

## Rezeption
Sechehayes Arbeiten wurde vor allem von den Psychoanalytikern und Psychotherapeuten aufgegriffen, die versuchten, einen verstehenden Zugang zum schizophrenen Erleben zu gewinnen, wie z. B. von Silvano Arieti (1915–1981), Gaetano Benedetti, Luc Ciompi und Erich Wulff. Sie fand darüber hinaus auch Eingang in die psychiatrische Standardliteratur sowie in die kritische Sozialpsychiatrie.
Die Konzeption der symbolischen Wunscherfüllung und des „Nachnährens“, wie es später oft genannt wurde, wurde aufgegriffen von Therapeuten, die die ursprüngliche Ebene der Konfliktverarbeitung um eine Ebene zu erweitern suchten, die sich stärker auf die Schädigungen durch frühkindliche Mangelsituationen bezog, wie z. B. Sándor Ferenczi, tiefenpsychologischen Körpertherapeuten, wie z. B. Tilmann Moser und künstlerischen Therapeuten.

## Schriften in deutscher Sprache
- Die symbolische Wunscherfüllung. Huber-Verlag, Bern 1955
- Tagebuch einer Schizophrenen: Selbstbeobachtungen einer Schizophrenen während der psychotherapeutischen Behandlung. edition suhrkamp 613, Suhrkamp, Frankfurt am Main 1973, ISBN 3-518-00613-4
- Eine Psychotherapie der Schizophrenen. Klett-Cotta, Stuttgart 1986, ISBN 3-608-95863-0